# Arthonia fuliginosa
Arthonia fuliginosa är en lavart som först beskrevs av Turner & Borrer, och fick sitt nu gällande namn av Flot. Arthonia fuliginosa ingår i släktet Arthonia och familjen Arthoniaceae.   Inga underarter finns listade i Catalogue of Life.